# Battaglia di Taillebourg
La battaglia di Taillebourg fu combattuta nel 1242 e costituì un episodio decisivo della guerra di Saintonge; vide schierate le truppe capetingie di Luigi IX di Francia e del di lui fratello Alfonso di Poitiers, contro le forze di Ugo X di Lusignano, Riccardo di Cornovaglia e Enrico III d'Inghilterra. La battaglia prese inizialmente le mosse dal ponte sul fiume Charente, un punto di importanza strategica sulla direttrice tra il nord e il sud della Francia, per continuare poi vicino alla città di Saintes. La battaglia si risolse in una vittoria decisiva per i francesi e pose fine alla rivolta in atto nel Poitou e infranse definitivamente il progetto di Enrico di ripristinare l'impero angioino perduto al tempo di suo padre Giovanni.
Luigi VIII aveva in testamento conferito il titolo di Conte di Poitou al proprio figlio minore Alfonso. Nel giugno 1241, Luigi IX tenne una corte plenaria a Saumur in Angiò, e annunciò che Alfonso, divenuto maggiorenne, ne sarebbe entrato in possesso. Molti nobili dell'Aquitania parteciparono all'incontro, tra di loro Isabella d'Angoulême e suo marito, il Conte di La Marche, Ugo di Lusignano. Dopo l'incontro a Saumur, Luigi si recò a Poitiers e investì suo fratello del titolo di Conte di Poitiers. Isabella era particolarmente frustrata dal fatto che suo figlio Riccardo, conte di Cornovaglia e fratello del re Enrico III, non avesse ricevuto il titolo. Poco dopo il suo arrivo a Poitiers, Luigi apprese che Ugo aveva radunato un esercito nella vicina città di Lusignano. I colloqui tra Luigi, Alfonso, Ugo e Isabella non furono utili a dirimere la controversia.
Nell'aprile 1242, Luigi radunò le sue forze presso Chinon, alcuni contemporanei stimarono che potesse disporre di circa 50 000 uomini (più credibilmente la metà, secondo i moderni storici) tra cavalieri, uomini d'arme e fanti. Con tale esercito fu in grado di prendere numerosi castelli ribelli. Il 20 maggio 1242, re Enrico III d'Inghilterra arrivò a Royan e si unì ai nobili francesi ribelli, formando un esercito di circa 30 000 unità secondo gli storici moderni. I due re si scambiarono lettere ma senza giungere a nessun accordo che potesse evitare lo scontro.

## Prima fase della battaglia

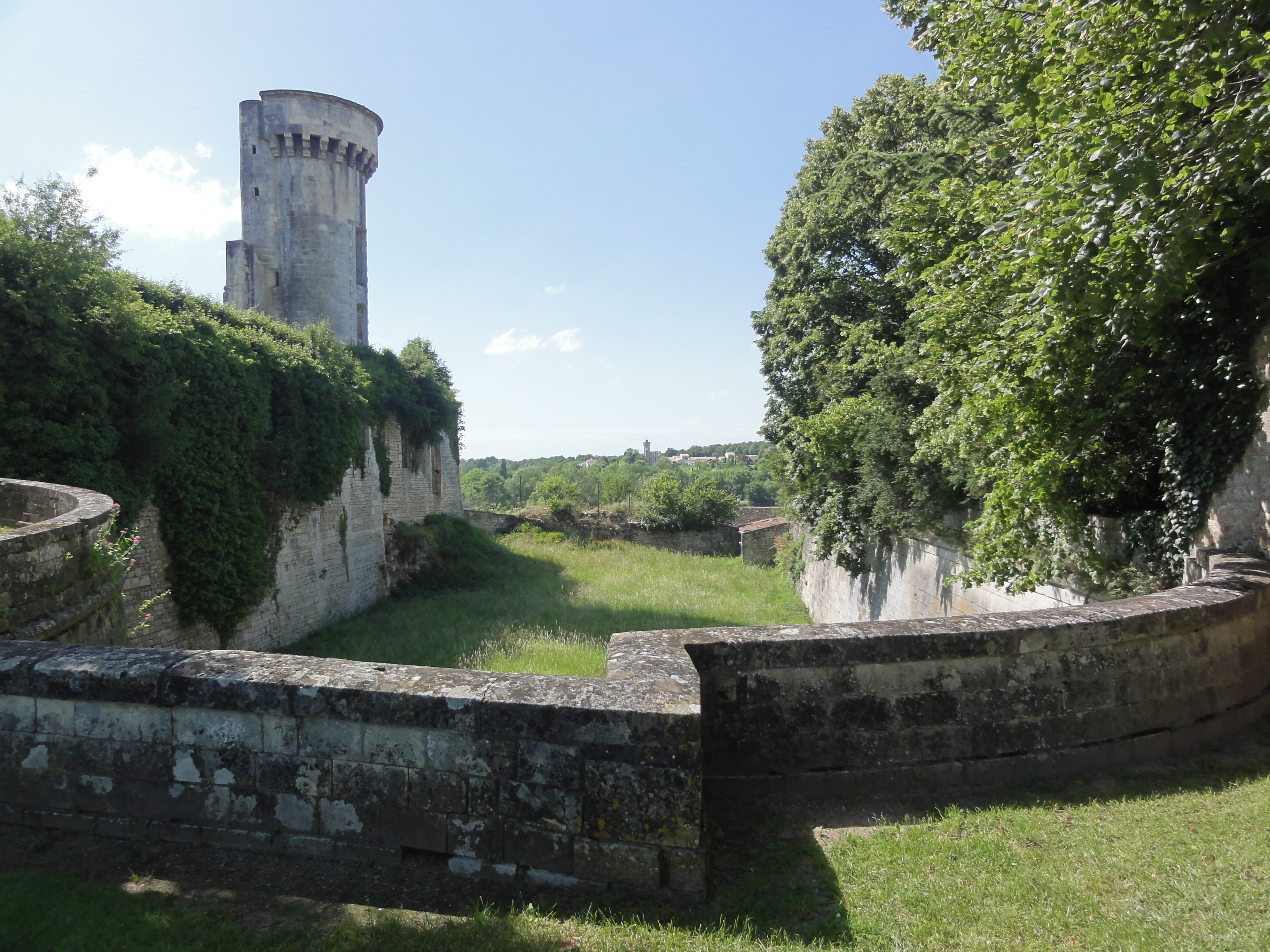
Château de Taillebourg, la torre che si affaccia sul ponte sul fiume Charente.

Il 21 luglio i due eserciti si fronteggiarono ai due estremi del ponte. Il re di Francia e il Conte di Poitiers si insediarono nel castello di Taillebourg, il quale si affacciava sul ponte sulla Charente, un passaggio strategico tra Saint-Jean-d'Angély e il Poitou a nord, e tra Saintes e l'Aquitania a sud. Il re d'Inghilterra e il Conte di La Marche si trovavano con i loro eserciti congiunti sul lato opposto del fiume.
Determinati a prendere il ponte, gli inglesi e i ribelli fecero la prima mossa assaltando le posizioni francesi. La prima fase della battaglia si concluse con un massiccio contrattacco dei cavalieri francesi, che costrinse i loro avversari a fuggire a Saintes.

## Seconda fase della battaglia
Dopo l'evento di Taillebourg, che permise ai francesi di controllare il ponte, Enrico e Ugo fuggirono entrambi a Saintes, e quindi in Guascogna, lasciando l'esercito senza guida. Il 22 luglio i francesi ebbero la meglio dopo una prolungata mischia in una battaglia campale a nord di Saintes. Questi due diversi eventi costituiscono assieme la cosiddetta battaglia di Taillebourg.

## Conseguenze

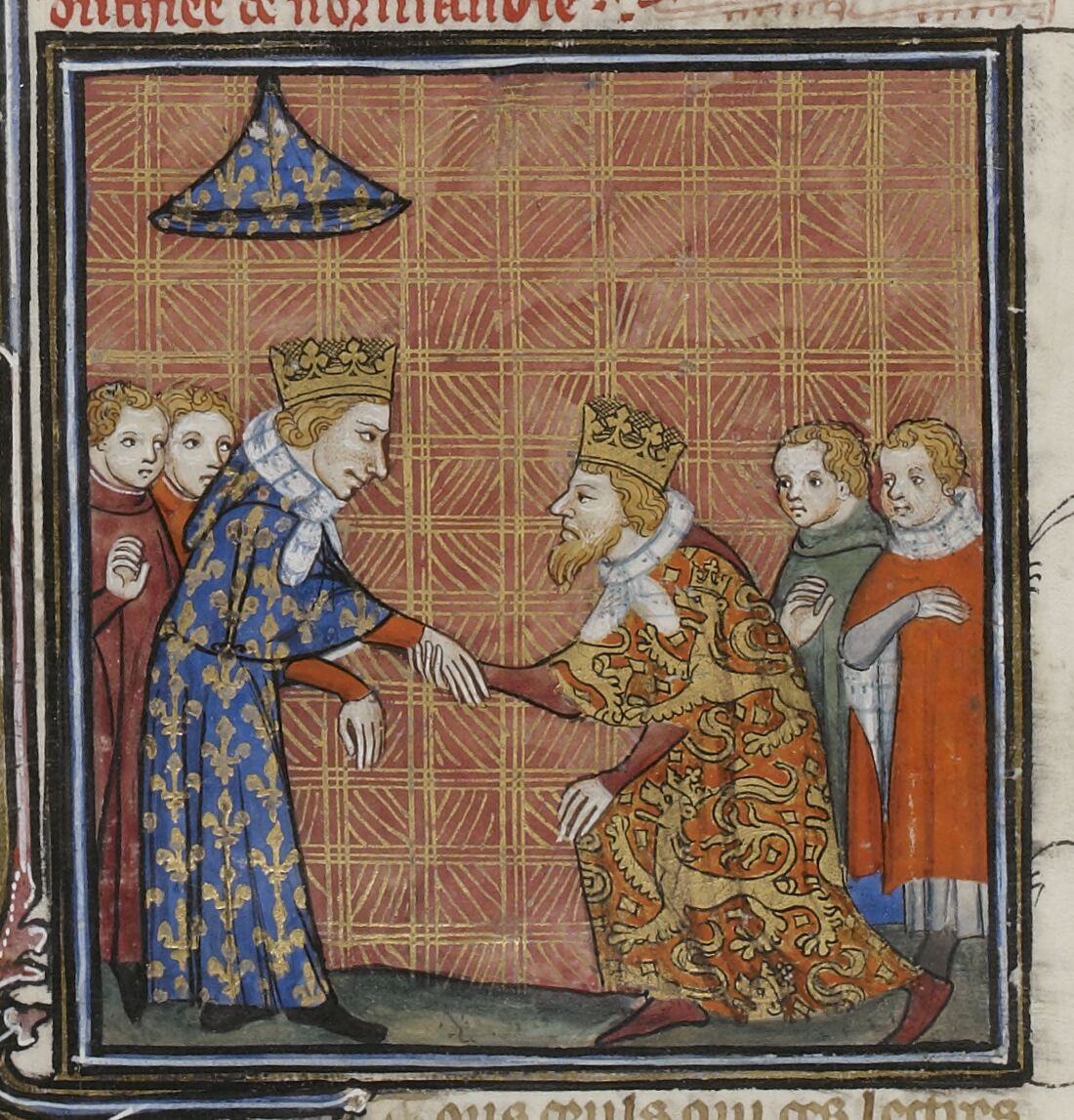
Enrico III rende omaggio a Luigi IX.

Luigi continuò a inseguire le truppe inglesi, catturando molti prigionieri, fino alla città di Saintes, che si arrese dopo un breve assedio. Enrico tentò un'ultima volta di evitare la completa perdita dei suoi possedimenti in Aquitania e Guascogna organizzando il blocco di La Rochelle via mare. Tuttavia, il blocco fallì insieme al tentativo di ricostruire un esercito e intavolare un'alleanza con altri monarchi europei. Il 12 marzo, Enrico fu costretto a chiedere a Luigi una tregua di cinque anni.
La tregua fu firmata a Pons il 1º agosto, mentre la pace venne concordata a Parigi il 4 dicembre 1259, sotto la minaccia di una seconda guerra dei baroni in Scozia.
Luigi IX restituì a Enrico III la sovranità sul Limosino, il Périgord, la Guyenna, il Quercy, l'Agenais e la Saintonge a sud della Charente. Il re d'Inghilterra, in cambio, s'impegnò, per questi feudi, a offrire al re di Francia l'omaggio feudale dovuto al proprio sovrano.
Il coinvolgimento nella rivolta feudale fu meno vantaggioso per Ugo di Lusignano. I suoi castelli nel Poitou furono confiscati, riarmati e venduti da Alfonso di Poitiers. Sua figlia Isabella di Lusignano fu data in sposa al suo nemico Geoffrey di Rancon, signore di Gençay, nel 1250, che ricostruì il proprio castello con la dote di lei.

## Opere d'arte

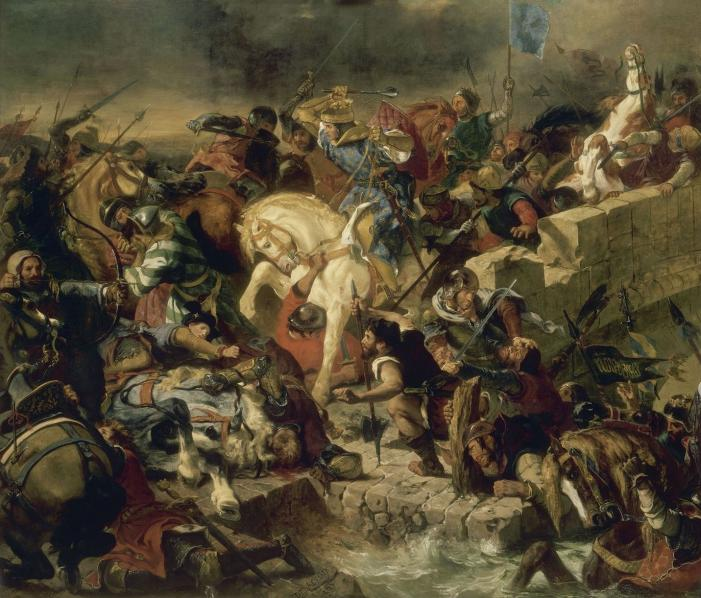
La battaglia di Taillebourg vinta da Saint Louis, da Eugène Delacroix (Galleria delle Battaglie, 1837, Reggia di Versailles)

Eugène Delacroix ha rappresentato la battaglia nella sua tavola La battaglia di Taillebourg vinta da san Luigi, che fu presentata al "Salon" nel 1837. In esso ha raffigurato tutto lo spirito e l'ardore della carica dei cavalieri francesi.